# Kalištrof
Kalištrof (njemački: Kaisersdorf, mađarski: Császárfalu) je naseljeno mjesto u austrijskoj saveznoj državi Gradišće, administrativno pripada Kotaru Gornja Pulja.

## Stanovništvo
Kalištrof prema podacima iz 2010. godine ima 	595 stanovnika. 2001. godine naselje je imalo 527 od čega 150 Hrvata, 354 Nijemaca, 22 Slovaka i 10 ostalih.

## Vanjske poveznice
- Internet stranica naselja  Arhivirana inačica izvorne stranice od 15. studenoga 2013. (Wayback Machine)